# 马蒂亚斯·法尔克
马蒂亚斯·法尔克（瑞典語：Mattias Falck，1991年9月7日—），婚前姓卡尔松（Karlsson），瑞典男子乒乓球运动员。他和同期队友克里斯蒂安·卡尔松曾经同姓。马蒂亚斯于2018年结婚，婚后他改随配偶姓法尔克。
2019年4月，马蒂亚斯·法尔克在匈牙利布达佩斯举行的世界乒乓球锦标赛男子单打比赛中闯入决赛，虽然决赛中负于中国选手马龙，他仍成为22年以来首位闯入乒乓球世锦赛男子单打决赛的瑞典选手。